# カリフォルニア州第11区
カリフォルニア州第11区（カリフォルニアしゅうだい11く、英:California's 11th congressional district）は、アメリカの下院における選挙区。 

## 区域

### 現在の区域
- サンフランシスコ(一部を除く)

### 2013年〜2023年
- コントラコスタ郡(一部を除く)

### 2003年〜2013年
- アラメダ郡東部
- コントラコスタ郡南部・北東部
- サンホアキン郡(一部を除く)
- サンタクララ郡南部

### 1993年〜2003年
- サクラメント
- サンホアキン郡(一部を除く)

### 1983年〜1993年
- サンマテオ郡(一部を除く)

### 1973年〜1983年
- サンマテオ郡北部

## 歴史
非常に多くの区割り変更を繰り返しているが、概ねサンフランシスコ近郊を区域としている。
2022年の区割り以降は全米屈指の民主党優勢な地域であるサンフランシスコ中心部が区域であり、元下院議長で民主党の重鎮であるナンシー・ペロシが選出されている。

## 当選者
| 年     | 当選者                 | 党派 | 党派   |
| ------ | ---------------------- | ---- | ------ |
| 1974年 | レオ・ライアン         |      | 民主党 |
| 1976年 | レオ・ライアン         |      | 民主党 |
| 1978年 | レオ・ライアン         |      | 民主党 |
| 1979年 | ウィリアム・ロイヤー   |      | 民主党 |
| 1980年 | トム・ラントス         |      | 民主党 |
| 1982年 | トム・ラントス         |      | 民主党 |
| 1984年 | トム・ラントス         |      | 民主党 |
| 1986年 | トム・ラントス         |      | 民主党 |
| 1988年 | トム・ラントス         |      | 民主党 |
| 1990年 | トム・ラントス         |      | 民主党 |
| 1992年 | リチャード・ポンボ     |      | 共和党 |
| 1994年 | リチャード・ポンボ     |      | 共和党 |
| 1996年 | リチャード・ポンボ     |      | 共和党 |
| 1998年 | リチャード・ポンボ     |      | 共和党 |
| 2000年 | リチャード・ポンボ     |      | 共和党 |
| 2002年 | リチャード・ポンボ     |      | 共和党 |
| 2004年 | リチャード・ポンボ     |      | 共和党 |
| 2006年 | ジェリー・マクナーニー |      | 民主党 |
| 2008年 | ジェリー・マクナーニー |      | 民主党 |
| 2010年 | ジェリー・マクナーニー |      | 民主党 |
| 2012年 | ジョージ・ミラー       |      | 民主党 |
| 2014年 | マーク・デソルニエ     |      | 民主党 |
| 2016年 | マーク・デソルニエ     |      | 民主党 |
| 2018年 | マーク・デソルニエ     |      | 民主党 |
| 2020年 | マーク・デソルニエ     |      | 民主党 |
| 2022年 | ナンシー・ペロシ       |      | 民主党 |